# Oregonia
Oregonia (лат.) — род морских крабов из семейства Oregoniidae надсемейства Majoidea, включающий три современных вида и один ископаемый. Обитают в северной части Тихого океана.

## Внешний вид и строение
Для представителей рода характерны подтреугольные или продолговатые панцири, умеренно покрытые небольшими выступами (бугорками). На задних краях глазниц имеют большие шипы (заглазничный шип), расположенные довольно далеко от стебельков глаз. Клешни самцов удлинённые. Ладони клешней длинные, сжатые, на дистальных концах расширенные. Ходильные ноги тонкие и постепенно уменьшаются в длине по направлению от клешней. Брюшко (плеон) включает семь сегментов.

## Виды
К роду относятся три современных и один ископаемый вид:
- Oregonia bifurca Rathbun, 1902 — краб с раздвоенным рострумом, обитающий в глубоких водах северной части Тихого океана, от Берингова моря до вод Британской Колумбии.
- Oregonia gracilis Dana, 1851 — краб, обитающий на мелководье северной части Тихого океана, от Японии до вод Калифорнии.
- Oregonia kurilensis (Kobjakova, 1962)
- †Oregonia spinifera Schweitzer, Feldmann, González-Barba & Vega, 2002[5] — ископаемый вид из олигоценовой формации Эль-Сьен в Нижней Калифорнии, Мексика[6]